# 윈도우 3.1x
윈도우 3.1x(Windows 3.1x)는 마이크로소프트에서 개발한 그래픽 사용자 인터페이스 운영 환경이다. 몇몇 에디션들이 윈도우 3.0에 이어 1992년과 1994년 사이에 공개되었는데, 이 계열의 윈도우는 표준 모드나 386 확장 메모리 모드로 동작할 수 있다. 한 가지 예외는 윈도우 포 워크그룹 3.11의 경우 386 확장 모드에서만 공식적으로 동작할 수 있다는 것이다.
윈도우 3.1x는 MS-DOS 위에서 작동한다. 따라서 현대적인 관점에서 보면 운영 체제는 아니며, 소프트웨어의 일부로 본다. 그러나 MS-DOS에 존재하지 않는 프로세스 개념을 가지고 있기도 하다. 윈도우의 다음 버전인 윈도우 95에서는 MS-DOS를 윈도와 통합하여 윈도우 95의 단독적인 부팅이 가능하다.
VMware에서 추가 드라이버 없이 실행 가능한 가장 오래된 윈도우다.
한국어 버전은 '한글 윈도우 3.1'이라는 제목으로 출시되었다.

## 버전
윈도우 3.1은 다음과 같이 구성되었다.
- 윈도우 3.1 오리지널
- 윈도우 3.1 업그레이드 판
- 윈도우 3.11
- 윈도우 3.2 중국어판

### 윈도우 3.1
1992년에 마이크로소프트는 윈도우 3.0을 개선해서 윈도우 3.1을 출시하였다. 윈도우 3.1은 윈도우 3.0과 함께 출시 2년만에 1,000만 개에 달하는 엄청난 판매량을 올렸다.

### 윈도우 3.2
1994년에 마이크로소프트는 중국 시장을 대상으로 간체판 윈도우를 출시하였다. 이 업데이트된 시스템이 바로 윈도우 3.2이다. 윈도우 3.2는 윈도우 3.11의 중국어판으로, 이 업데이트는 중국어판에만 해당하며 중국어의 복잡한 기록 시스템에 관련한 문제들만 수정되었다.
윈도우 3.2는 일반적으로 기본 출력을 위한 간체자 및 일부 번역된 유틸리티를 포함한 MS-DOS 디스크 버전 10장을 제공하는 컴퓨터 제조업체들에게 주로 팔려나갔다.

## 윈도우 포 워크그룹
윈도우 포 워크그룹(Windows for Workgroups)은 업무용으로 개발된 소프트웨어이며, 종류는 다음과 같다.
- 윈도우 포 워크그룹 3.1
- 윈도우 포 워크그룹 3.11

## 추가 기능
- 비디오 포 윈도우
- 윈도우 포 펜 컴퓨팅
- Win32s

## 응용 프로그램
- 프로그램 관리자
- 마이크로소프트는 윈도우 3.1용으로 인터넷 익스플로러 2부터 인터넷 익스플로러 5까지 공개하였다.[2]

## 같이 보기
- 윈도우 NT 3.1